# Neves Ferreira
Neves Ferreira é uma aldeia de São Tomé e Príncipe, localizada a Sul da Ilha do Príncipe. Encontra-se nas proximidades da Praia Seca, do Pico Negro e do Rio Bibi.